# Pico de Roma
O Pico de Roma é uma elevação portuguesa de origem vulcânica localizada na ilha de São Miguel, arquipélago dos Açores.
Este acidente geológico tem o seu ponto mais elevado a 231 metros de altitude acima do nível do mar.